# Lidda
Lidda (in ebraico לוֹד‎?, Lod; in arabo اَللُّدّ‎?, al-Ludd; in greco e in latino Lydda; in ebraico tiberiense לֹד?, Lōḏ) è una città del distretto centrale di Israele, con una popolazione di 77 223 abitanti nel 2019.
Antica città di origine greco-romana, Lod è oggi un centro nei pressi dell'Aeroporto Internazionale Ben Gurion, già noto come Aeroporto di Lod; è anche il più grande nodo ferroviario del paese.

## Storia
La Lod moderna è costruita sopra l'antica colonia greca di Lydda. È citata nella lista di Tutmosis III a Karnak (II millennio a.C.), e secondo la Bibbia venne abbandonata durante la cattività babilonese e ripopolata al ritorno dei Giudei dall'esilio. La città è citata anche come luogo della guarigione di un paralitico da parte di Pietro apostolo.
Sotto l'Impero romano Lod fu rinominata Colonia Lucia Septimia Severia Diospolis. Durante la guerra di Kitos, il comandante romano Lusio Quieto assediò la città, controllata dai ribelli giudei al comando di Pappo e Giuliano; la maggior parte degli assediati venne giustiziata alla conquista della città. Dopo la distruzione del Tempio di Gerusalemme, Diospolis divenne il principale centro di studio ebraico, dove, secondo il Talmud, Rabbi Akiva fondò la sua yeshiva con 24.000 studenti (anche Rabbi Eliezer ben Hyrcanus, Rabbi Tarfon e Rabbi Gamaliel furono attivi in questa città). Nel 351 la città venne rasa al suolo per ordine del cesare d'Oriente Costanzo Gallo, dopo che aveva sostenuto una ribellione contro l'Impero romano. Un'opera anonima dello stesso periodo afferma che Lydda era famosa per la sua porpora, e produceva grano, vino e olio in abbondanza.
All'inizio della dominazione araba, Lydda fu la capitale della Palestina, per perdere poi questo rango a favore di Ramle.
Durante la prima crociata, nel 1099, la città fu conquistata dei Crociati che vi eressero una diocesi e ne fecero una signoria ecclesiastica sotto la giurisdizione civile ed ecclesiastica del vescovo di Lidda e Ramla.
Fu ripresa per breve tempo dal Saladino e poi riconquistata dai Crociati nel 1191; per i Crociati inglesi Lydda aveva un significato speciale, perché ritenuta il luogo di nascita del loro patrono, San Giorgio, che qui è anche sepolto, in una cripta sottostante la chiesa cristiana (di rito Greco-Ortodosso) a lui dedicata.
Nel 1900 a Lod si diffuse un'epidemia di colera che uccise molti dei suoi abitanti. Molti giovani della città parteciparono alla prima guerra mondiale, che portò alla fine del dominio ottomano sulla regione. Nel 1917 l'esercito ottomano si ritirò da Lod che fu sottoposta al controllo militare britannico, in seguito diventato il mandato britannico della Palestina.
Durante il Mandato britannico sulla Palestina la città contava, secondo le statistiche del 1922, circa 8 103 abitanti, la grande maggioranza dei quali erano palestinesi; circa 920 abitanti (l'11% circa) erano cristiani. Nel 1948 la popolazione era salita a 22 000.
Dopo la guerra del 1948 molti residenti furono costretti ad abbandonare la città. Nel luglio 1948 l'esercito israeliano occupò la città e dopo la firma dell'accordo di Rodi, nel 1949, la città divenne israeliana. Oggi la popolazione è composta per un quarto da palestinesi e per il resto da israeliani. Nel maggio 2021, durante l'escalation tra Israele e Striscia di Gaza, si sono registrati scontri violenti tra membri delle due comunità, al punto che in molti hanno allertato sul pericolo di guerra civile.

## Società
Lidda costituisce una città mista dal punto di vista etnoreligioso. La maggioranza della popolazione è costituita da ebrei, mentre gli arabi palestinesi rappresentano una cospicua minoranza. Le due comunità vivono segregate. Gli arabi sono concentrati nei quartieri di Pardes-Shanir, Rakevet, Ramat Eshkol, nella città vecchia e in alcune sezioni centrali e settentrionali della città, mentre gli ebrei sono concentrati nei quartieri meridionali adiacenti Ramla. Gran parte degli ebrei di Lidda è costituita da immigrati dall'ex-Unione Sovietica, giunti negli anni 1990 e costituenti un quarto della popolazione della città.
La minoranza araba si è progressivamente ampliata passando dal rappresentare meno di un decimo della popolazione fino agli anni 1970 a oltre un quinto nei decenni seguenti. Gli arabi di Lidda costituiscono un gruppo eterogeneo. Gli arabi di origine locale costituiscono una minoranza degli arabi della città, sono concentrati principalmente nella città vecchia e comprendono una componente cristiana, principalmente di confessione greco-ortodossa. A questi si aggiunsero nel 1948 rifugiati palestinesi originari delle città e dei villaggi della pianura di Sharon e di al-Majdal, i quali si stabilirono nel quartiere Pardes-Shanir. A partire dagli anni 1960 giunsero poi in massa beduini dal Negev, che si stabilirono principalmente nel quartiere Rakevet e che furono impegnati principalmente come manodopera a basso costo. La città accolse poi a partire dagli anni 1990 numerosi collaborazionisti palestinesi dai territori occupati, principalmente dalla striscia di Gaza.
Gli abitanti arabi di lunga data si distinguono dagli immigrati beduini, dal momento che i primi risultano maggiormente integrati dal punto di vista socioeconomico, mentre i secondi vivono gravi situazioni di marginalità. La maggioranza degli arabi risiede in abitazioni abusive, situazione rappresentante una delle principali problematiche sociali della città, insieme alla criminalità e al traffico di droga dilaganti nei quartieri più svantaggiati abitati dai beduini.

## Monumenti e luoghi di interesse

### La basilica di San Giorgio
Sotto l'Impero bizantino Lidda fu chiamata Georgiopolis per la memoria di san Giorgio martire, che si ritiene sia nato in questa città e che qui ha la sua tomba, sulla quale sorgeva la rinomata basilica di San Giorgio.
Il pellegrino Theodosius, attorno al 530, fu il primo a menzionare la tomba del martire. 
La chiesa di San Giorgio fu distrutta nel 614 dai Sasanidi ma fu ricostruita. 
Nel 1010, fu incendiata dai musulmani all'arrivo dei crociati; attorno alla metà del XII secolo fu costruita una chiesa più grande a nord-est della prima, come cattedrale latina, ma anche questa venne distrutta il 24 novembre del 1191 da Saladino durante la terza crociata. 
Fu ricostruita di nuovo durante il regno di Gerusalemme. Nel 1260 venne distrutta da Baybars e una parte fu trasformata in moschea. 
La basilica attuale, appartenente al patriarcato greco ortodosso di Gerusalemme, è stata restaurata nel 1872 con l'aiuto delle due famiglie cristiane, Monayer e Habash.

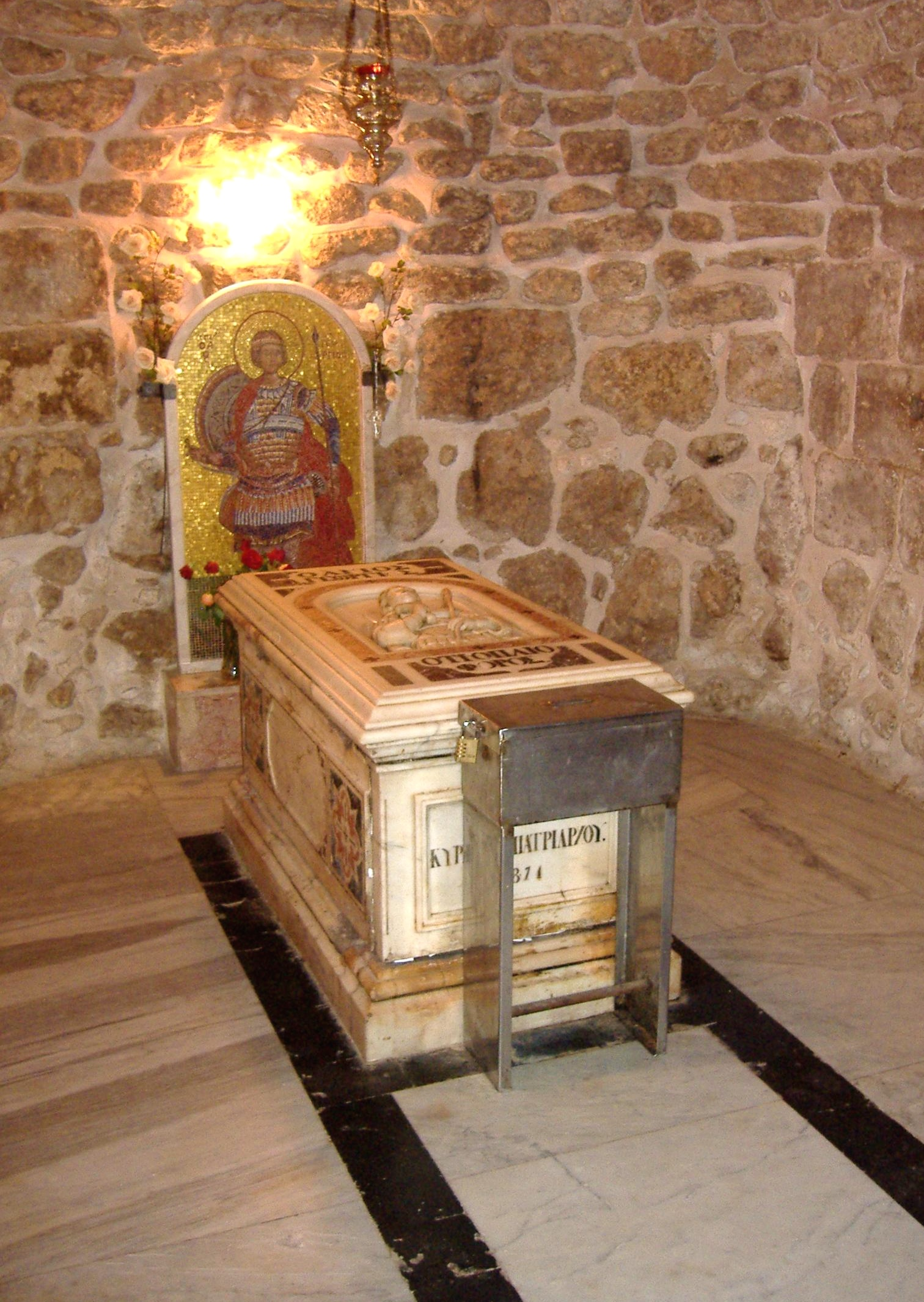
La tomba di san Giorgio presso l'omonima chiesa di Lod.
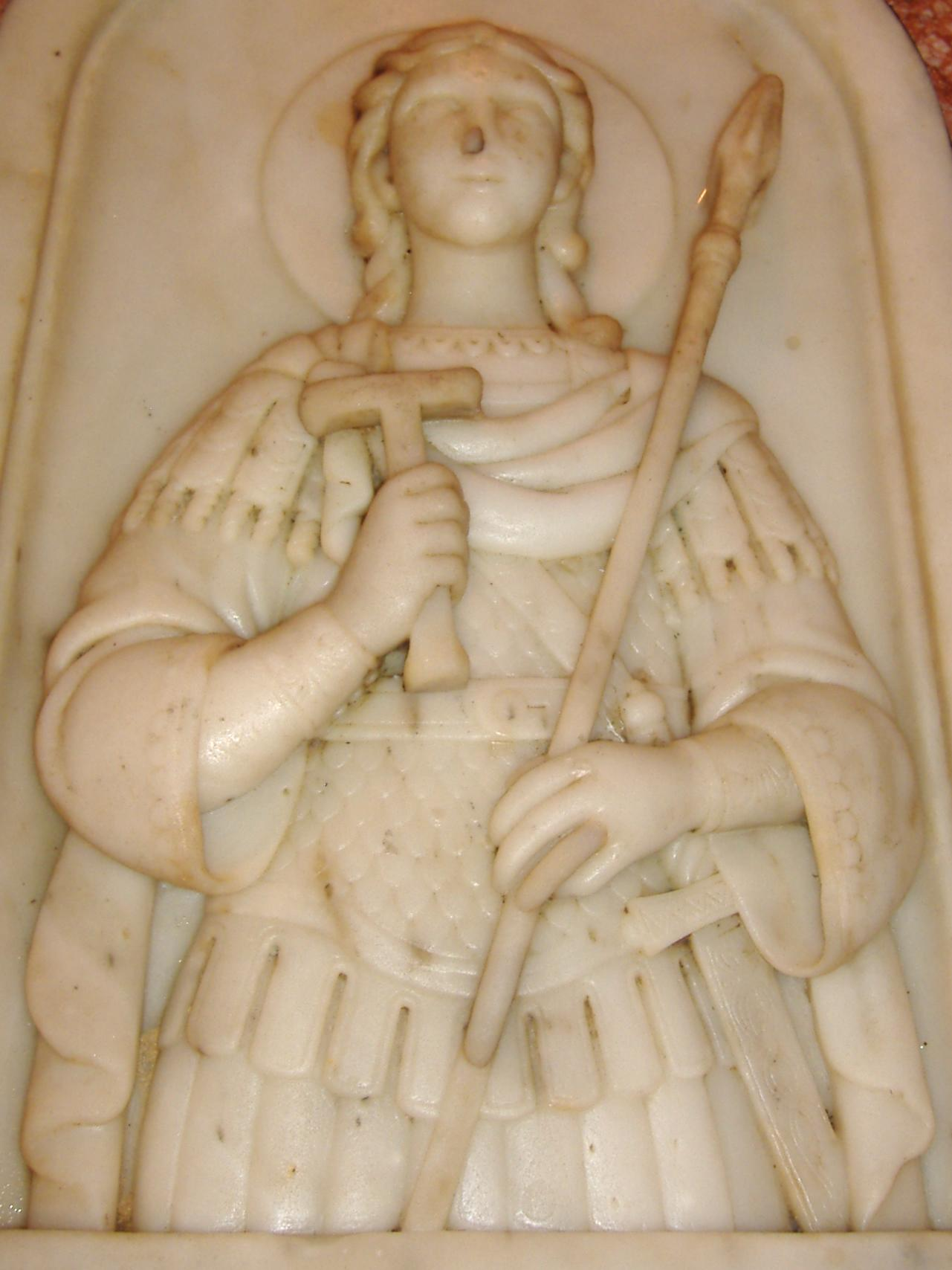
Particolare del bassorilievo sul sarcofago della tomba del santo
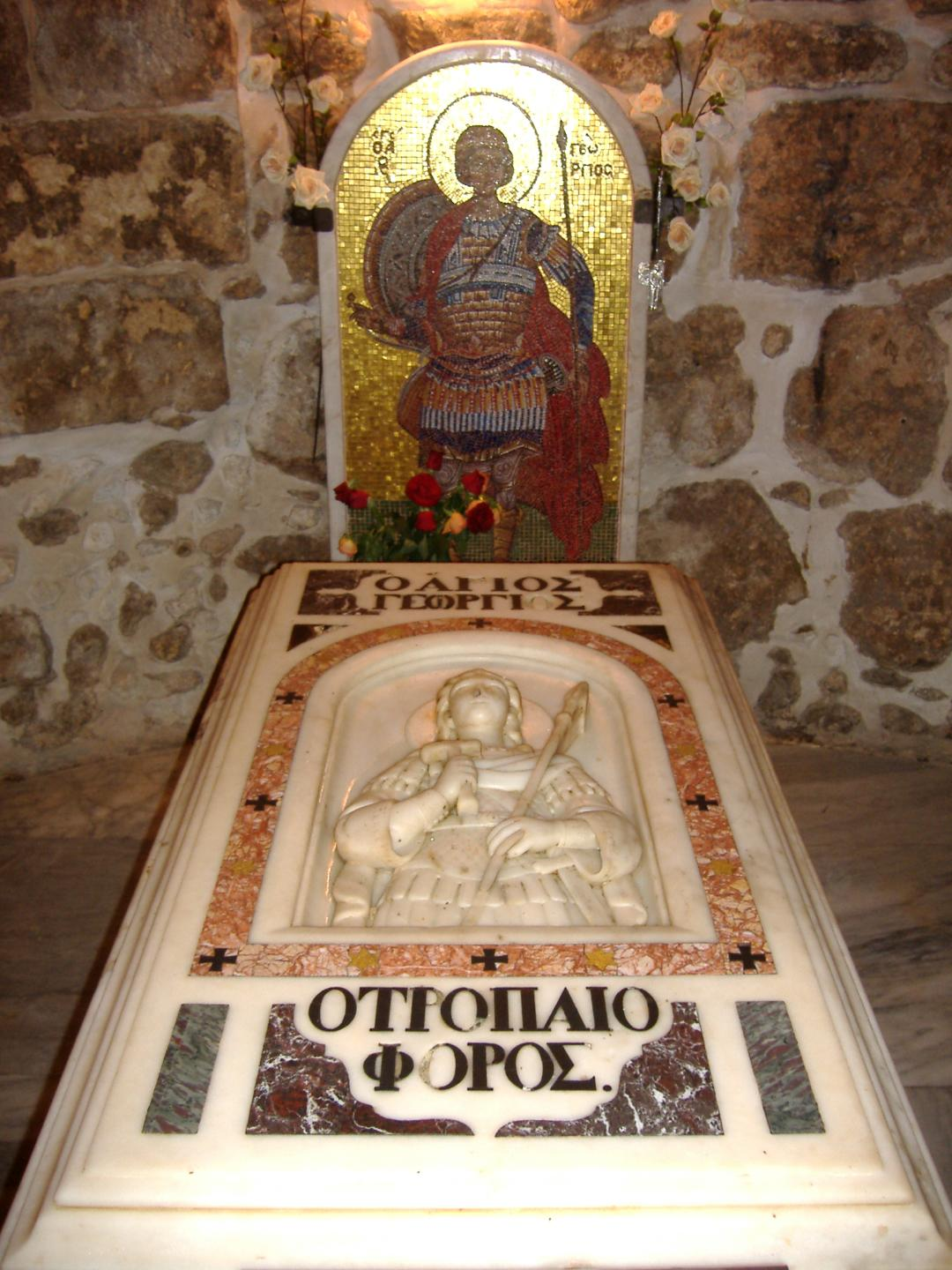
Un altro scorcio della tomba di san Giorgio.

## Amministrazione

### Gemellaggi
- Piatra Neamț